# Ши Ши
Ши Ши (спрощ.: 石世; піньїнь: Shí Shì; 339-349) — імператор Пізньої Чжао періоду Шістнадцяти держав. Пробув на троні лише 33 дні.

## Життєпис
Був наймолодшим сином Ши Ху, його матір'ю була імператриця Лю (дочка Лю Яо — останнього імператор Ранньої Чжао). 348 року Ши Ху стратив свого сина Ши Сюаня, якого раніше оголосив спадкоємцем престолу, за вбивство рідного брата Ши Тао. Придворний чиновник Чжан Чай зумів переконати Ши Ху, що спадкоємцем престолу слід зробити того з синів, чия мати має високе походження.
Коли влітку 349 року Ши Ху був уже при смерті, Чжан та імператриця Лю наказали стратити Ши Біня, а Ши Цзуня — заслати до Гуаньчжуну. Тих двох своїх синів імператор збирався призначити регентами при малолітньому Ши Ши. Після смерті Ши Ху Ши Ши був зведений на престол, а імператриця Лю зайняла пост регента і почала керувати країною разом із Чжан Чаєм. Однак Ши Цзунь разом за підтримки деяких генералів прибув до столиці, міста Ечен, убив Чжан Чая й повалив Ши Ши та вдову-імператрицю Лю, а трон зайняв сам. Ши Ши отримав титул «Цяоський князь», а вдова-імператриця Лю стала княгинею Цяо. Невдовзі після цього, однак, за наказом Ши Цзуня їх було страчено.